# Agha Muhammad Yahya Khan
Agha Muhammad Yahya Khan (4. februar 1917 – 10. august 1980) var en pakistansk officer og politiker og Pakistans 3. præsident i perioden 1969 og 1971.
Han var chef for en infanteridivision i Pakistans hær mellem 1962 og 1964, og blev øverbefalende for hæren i 1966. I 1969 anmodede præsident Ayub Khan ham at overtage magten i landet for at hindre at spændingerne mellem Vestpakistan og Østpakistan skulle føre til en borgerkrig og/eller Østpakistans løsrivelse fra Pakistan. I sin første tale som præsident erklærede Yahya Khan Pakistan i undtagelsestilstand. 
Ved valget i Pakistan i december 1970 opnåede Khans parti Pakistan Peoples Party 88 ud af nationalforsamlingens 313 pladser. Samtlige disse pladser blev vundet i Vestpakistan, hvorimod Østpakistan ved valget gav Awami League ledet af Sheikh Mujibur Rahman 167 pladser (alle vundet i Østpakistan), hvilket gav absolut flertal til det østpakistanske Awami League. Realiten ved valget i 1970 var således, at Pakistan i praksis var delt i en Vest- og en Østdel. Yahya Khan tillod ikke, at Awami League dannede regering, og der blev i stedet indledt forhandlinger mellem Yahya Khan og Sheikh Mujibur Rahman om en løsning på den fastlåste situation. Frohandlingerne førte ikke til resultater, og Yahya Khan beordrede i stedet den pakistanske hær til at indlede en militæroperation i Østpakistan, Operation Searchlight, hvis formål var at knuse separatistbevægelsen i Østpakistan. Operation Searchlight blev indledt den 25. marts 1971. Dagen efter erklærede Rahman Østpakistan for uafhængigt af Pakistan. 
Operation Searchligt blev indledningen til Bangladeshkrigen, hvor pakistanske tropper i en borgerkrig kæmpede mod den indisk støttede separatistbevægelse i Østpakistan. Pakistan besluttede at optrappe konflikten ved den 3. december 1971 at angribe indiske flybaser i den vestlige del af Indien, hvilket medførte at Indien blev en krigsførende part i konflikten, og blot 13 dages senere, den 16. december 1971 måtte Pakistan kapitulere. 
Nederlaget i krigen mod Indien og tabet af Østpakistan medførte uroligheder i befolkningen, og Khan måtte den 20. december 1971 fratræde som præsident. Han blev efterfulgt af Zulfikar Ali Bhutto, der kort efter satte Khan i husarrest.
Pakistans fremfærd under Operation Searchligt og under Bangladeshkrigen medførte et meget betydeligt antal dræbte blandt Bangladeshs civilbefolkning, og hændelserne er af flere blevet anset som folkemord på civilbefolkningen. Yahya Kahn blev dog aldrig blevet retsforfulgt for sin rolle i krigen.

## Eksterne links og kilder
- Yahya Khan and Bangladesh, Library of Congress (engelsk)
- Referat af samtale mellem Henry Kissinger og Chou En-lai om. bl.a. Yahya Khan (engelsk)
- The U.S. and the South Asian Crisis of 1971, National Security Archive (engelsk)
- Encyclopædia Britannica om Yahya Khan (engelsk)

- Wikimedia Commons har flere filer relateret til Agha Muhammad Yahya Khan